# Монголи
Под појмом Монголи се, у ужем смислу, подразумијевају етнички Монголи, који се језички могу грубо поделити на Источне и Западне Монголе. У ширем смислу, под тим називом се подразумевају и монголски народи, дакле, народи који говоре неким монголским језиком. Они пак, по правилу, сами себе називају другим именима. Углавном су настањени у Азији, али их има и у Европи. Народи из ове групе су Халха Монголи, Калмици, Бурјати, Ојрати, итд. Чине већину становништва у држави Монголији, као и у Републици Калмикији (део Русије). У мањем броју их има и у Републици Бурјатији (Русија), Унутрашњој Монголији (Кина), као и на још неким подручјима.

## Порекло имена
Име „Монгол“ потиче из тунгуских језика и значи „непобедиви“. Некада се односило на једно мало, безначајно племе које је живело у средњем току реке Онон. Касније се, за време Џингис-кана у 13. веку уобичајило као групни назив за читав народ.

## Данашње монголске етничке групе
У разним државама у којима живе припадници монголских народа и етничких група линије разграничења између „племена“ и „народа“ се јако разликују. У земљи са највећим бројем монголског становништва, Народној Републици Кини, Монголе сматрају једним народом. Тимед, Чахар, Ордос, Баргут, Бурјат и Ојрат Монголи се сви сматрају делом народа Монгола. Уз њих, постоје и други народи који говоре монголским језицима, као што су: Даур, Ту, Донгсјанг, Бонар и део народа Јогур. Они се, као што је речено, не сматрају Монголима по народности, него чине посебне етницитете.
У држави Монголији живе три племена источних Монгола и једно западних Монгола.
И у Русији живи неколико група које припадају источним и западним Монголима (нпр. Калмици, Бурјати).
Народи Могол, Хазара и Ајмаци, који су једним делом монголског порекла, живе раштркани и у Авганистану и у Пакистану.
Према горенаведеном принципу, у 2000. години је у попису становништва у Кини живело 5.813,947 Монгола. Сматра се да Монгола на свету има до 10 милиона.